# Ивана (певица)
Ваня Тодорова Калудова (болг. Ваня Тодорова Калудова), более известна как Ивана (болг. Ивана); род. 31 января 1969, Айтос, Бургасская область, Болгария — болгарская поп-фолк-певица и примадонна поп-фолка.

## Биография
Ивана родилась 31 января 1969 года в городе Айтос в семье музыкантов. Она была единственным ребенком в семье. Её отец был аккордеонистом. Её бабушка была певицей. Первая песня в её репертуаре была Имала майка едно ми чедо. Отец работал со своей группой на берегу Чёрного моря . Ивана окончила в Стопанской академии в городе Свиштов со специальностью экономиста.

### 1999—2001 год: Начало карьеры
Талант певицы был замечен менеджером звукозаписывающей компании Пайнер Митко Димитровым и было предложено подписать контракт с этой компанией. Первой песней, которую она записала, стала Идол. Второй — дуэт с Костой Марковым Дърво без корен (болг. Дерево без корней). Третья песня 100 патрона (болг. 100 пуль) стала визитной карточкой певицы, а затем был выпущен дебютный альбом, названный в честь этой песни.

### 2005—2008 год: Успех и тур с Индирой Радич
Весной 2005 года Ивана выпустила два видеоклипа на песни: Не е ваша работа (рус. Это не ваша работа) и Ах, тези пари (рус. О, деньги). Летом того же года Ивана впервые была включена в турне компании Пайнер. В том же году Ивана гастролировала в пяти болгарских городах, вместе с сербской певицей Индирой Радич. В декабре того же года Ivana записала свой шестой студийный альбом Доза любов (рус. Доза любви).
30 апреля 2008 года Ивана дала сольный концерт в городе Пловдив, осенью того же года поехала в США в рамках зарубежного тура Ivana Live Tour — США 2008, где Ивана дала концерты во всех городах США для болгарской диаспоры.

### 2011 — настоящее время: Голос Болгарии, народный альбом
Летом 2011 года Ивана была наставницей в программе Голос Болгарии, болгарская версия шоу Голос, только в первом сезоне её подопечная Роксана заняла третье место, но после первого сезона отказалась участвовать как наставник.
Осенью того же года Ивана, в отличие от всех исполнителей компании Пайнер, организовала национальный тур, который начался 15 сентября, и она давала концерты по всем городам Болгарии. В 2015 году Ивана выпустила десятый альбом Не давам да се даваме (рус. Я не забочусь, что дано), в альбоме содержит 13 песен и 4 инструментальных версии исключительно в стиле народной музыки.
Сейчас Ивана записывает одиннадцатый альбом.

## Личная жизнь
Имеет дочку Теодору (род. 1993)

## Дискография

### Студийные альбомы
- 2000 — 100 патрона / 100 пуль
- 2001 — Ивана live
- 2003 — Мирише на любов / Пахнет любовью
- 2003 — Без граници / Без границ
- 2004 — Няма спиране / Без остановки
- 2005 — Доза любов / Доза любви
- 2006 — Празник всеки ден / Праздник каждый день
- 2008 — Блясък в очите / Блеск в глазах
- 2012 — Обяснения не давам / Я не даю объяснений
- 2015 — Не давам да се даваме / Я не забочусь, что дано

### Сборники
- 2006 — Single & Best Collection / Коллекция лучших песен
- 2007 — Hit Collection — mp3 / Коллекция песен
- 2010 — 10 години любов ... и пак любов / 10 лет любви ... и с любовью
- 2012 — Златните хитове на Ивана / Золотые хиты Иваны